# Gornji Vukšići
Gornji Vukšići est une localité de Croatie située dans la municipalité de Vrbovsko, comitat de Primorje-Gorski Kotar. En 2001, la localité comptait 2 habitants.

## Démographie
| 1948 | 1953 | 1961 | 1971 | 1981 | 1991 | 2001 |
| ---- | ---- | ---- | ---- | ---- | ---- | ---- |
| 12   | 8    | 9    | 9    | 7    | 6    | 2    |